# Vukićevci
Vukićevci su naseljeno mjesto u općini Jajce, Federacija Bosne i Hercegovine, BiH.

## Stanovništvo

### 1991.
Nacionalni sastav stanovništva 1991. godine, bio je sljedeći:
ukupno: 475
- Hrvati - 475

### 2013.
Nacionalni sastav stanovništva 2013. godine, bio je sljedeći:
ukupno: 271
- Hrvati -  269
- ostali, neopredijeljeni i nepoznato - 2

## Vanjske poveznice
- Satelitska snimka  Arhivirana inačica izvorne stranice od 11. ožujka 2021. (Wayback Machine)